# Sunila
Sunila (fl. 585—610) foi um bispo da Diocese de Viseu, sucessor de Remissol, inicialmente arianista e convertido ao catolicismo no Terceiro Concílio de Toledo. 
Sunila era de etnia visigoda. Em 585, com a conquista do reino Suevo por Leovigildo, os bispos católicos suevos foram perseguidos por este, que era arianista, e foi por isso colocado por volta deste ano o bispo arianista Sunila na Diocese de Viseu. É, também, colocado em hipótese que poderia ter eventualmente ter coexistido na Diocese com um suposto bispo católico, João.
No ano de 589, no Terceiro Concílio de Toledo, Sunila renunciou à fé arianista e confirmou-se católico, declarando o arianismo como anátema.Com isto, foi confirmado como o bispo de Viseu, visto o seu predecessor já estar morto.
Foi sucedido por Gundemaro, na Diocese de Viseu, no ano de 610.